# ピュア (テレビドラマ)
『ピュア』（pure）は、1996年1月8日から3月18日まで毎週月曜日21:00 - 21:54に、フジテレビ系「月9」枠で放送されたテレビドラマ。全11話の平均視聴率は23.5%、最高視聴率は25.9％。主演は和久井映見。
知的障害を持つ主人公・優香の成長、優香と記者・徹の心のふれあいを描いたヒューマンドラマ。

## 概要
主題歌に起用されたMr.Childrenの「名もなき詩」は、当時のオリコンチャートにおいて歴代最高初動売上（約120.8万枚）を記録し、累計で約230万枚を売り上げる大ヒット曲となった。
1996年6月21日にVHS化され、2010年3月3日にDVD-BOXが発売された。
主人公のモデルは、元お笑い芸人で現在は芸術家として活躍しているジミー大西で、プロデューサーの栗原美和子が『オレたちひょうきん族』のADの頃、ジミー大西と出会ったのをきっかけにこのドラマを作ったといわれている。
障害者の生と性の研究会『知的障害者の恋愛と性に光を』（かもがわ出版、1996年刊行。ISBN 4876992614）の15ページ以下に、障害者の恋愛と性を考える立場からこの番組への言及がある。

## あらすじ
軽度の知的障害（サヴァン症候群）をもつ主人公・折原優香。だがオブジェ作りに関しては天性の才能を持っており、白い羽をモチーフとした芸術作品を制作している。従兄弟の神崎涼が優香の作品を応募し受賞すると、優香は一躍時の人になる。しかし母の孝子は優香の知的障害を理由に興味本位で報道されることを恐れる。涼も普段から健常者と同じように優香を社会に出すべきだと言ってはいたが、いざマスコミが押しかけると優香をかばってしまう。
一方で記者の沢渡徹は、マスコミという立場から興味本位の報道に巻き込まれ、孝子や涼から誤解を受け敵視されるが、優香は「徹さんは本当のことを教えてくれる」と、優香をひとりの人間として接する徹に恋をするようになる。

## キャスト

### 主要人物
折原 優香（おりはら ゆうか）
演 - 和久井映見
軽度の知的障害のある女性。イデオ・サヴァン。芸術の才能に秀でており、オブジェ作りをしている。素直で明るい性格。徹に出会い、普通に接してくれる彼に惹かれ、次第に自立心が芽生え始める。徹の片方の翼が折れている、と言い、徹を動揺させてしまうことも。竜太がこっそり飼っている捨て犬・キャンディを可愛がっている。自分だけ仕事をしていないことにコンプレックスを感じるが、徹に「お前の仕事は作品を作ることだ」と言われ、より一層作品作りに傾倒する。いつも飴を持ち歩いていて、何かと人にあげている。徹のポケベルのことを「魔法のベル」と呼んでいる。天気予報が好き。父の死を理解することができず、「お空になった」と孝子に教わっている。愛についても理解していなかったが、徹と関わるうちに次第に理解するようになる。
沢渡 徹（さわたり とおる）
演 - 堤真一（少年期：畑中研人）
東和出版社・写真週刊誌『ムーブ』の記者。
元は新聞社の社会部の優秀な記者だったが、優秀すぎて上層部に睨まれ写真誌の編集部に左遷される。現在は部数を上げるためのスキャンダル記事などを追いかけている。後に優香の作品集の編集担当になる。幼少期に両親を亡くし、施設で育っている。
クールな性格。優香と出会い接していく中で、幼少時代に大きな傷を負い孤独に生きてきた凍りついた心は徐々に溶けていき、優香を本気で愛し始める。優香と一人の人間として接しており、自分のことは自分で決めるように諭す。

### 優香の関係者
折原 孝子（おりはら たかこ）
演 - 風吹ジュン
優香の母。美容院「アキ」で働く美容師。優香が幼いころに芸術家だった夫を亡くし、その後は優香を一人で大切に育ててきた。当初は優香が新時代芸術大賞を受賞することに反対していた。優香を心配するあまり何事も自分が決めていたが、徹と関わり成長していく優香を見て、徹からの手紙を開封せずに優香に手渡し、自分一人で読むよう促す。
柳原 正
演 - 村松克己
恵仁堂医大附属病院の医師。優香の担当医。優香のことを深く理解しており、孝子の良き相談相手となっている。
小宮 幸代
演 - 早乙女愛
「新時代芸術展」事務局員。東和出版社「折原優香ブームアップ委員会」のアドバイザー。瀬川と組んで優香を売り出そうとする。

### 洋食店「ウッド」
神崎 涼（かんざき りょう）
演 - 高橋克典
優香の従兄弟。過去にフランスの料理店に誘われたことがあるほど腕のいいコック。優香を社会に出すべきという考えを持っており、彼女の作品を「新時代芸術展」に応募する。優香を大切に思っており、優香の障害のことを雑誌に書き立てた徹を優香に近づけまいとする。
寺尾 マチ子（てらお まちこ）
演 - 高岡早紀
ウェイトレス。密かに涼に想いを寄せている。優香が涼に近づかないよう、優香と徹の仲を取り持とうとする。
マスター
演 - 高橋克実
マスター。涼の腕を買っており、ウッドで働いてくれることをありがたく思っているが、一流店で活躍してほしいとも思っている。
ジュンイチ
演 - 竹下宏太郎
厨房スタッフ。明るいムードメーカー。おっちょこちょいなところがあり、涼には「アホジュン」とからかわれている。

### 東和出版社
藤木 麻子（ふじき あさこ）
演 - 篠原涼子
東和出版の内定者で写真誌『ムーブ』の実習生。新聞記者志望。徹と体の関係を持ちながらも冷たい態度をとられているが、徹に想いを寄せている。優香と徹の距離が近づくにつれ、優香を疎ましく思うようになる。
大矢 邦夫（おおや くにお）
演 - 深水三章
『ムーブ』の編集長。徹の上司。優香の作品集の編集担当チーフになる。
黒岩 義之（くろいわ よしゆき）
演 - 三浦浩一
徹の新聞社の社会部時代の同僚。社会部で追っているネタを取材してほしいと徹に頼む。麻子は姪。
瀬川
演 - 片岡五郎
常務。小宮と組んで優香を売り出し、文化面の弱い東和出版の看板アーティストにしようとしている。手始めに、優香の情報を大矢に流す。
キクチ
演 - 小栗雅弘
『ムーブ』の編集者。

### その他関係者
遠山 泰三（とおやま たいぞう）
演 - 勝部演之
民生党代議士。後に優香の後援会長となる。過去に代議士・金子保男の第1秘書をしていた。実は徹が入所していた施設にずっと寄付をしている。
遠山 竜太（とおやま りゅうた）
演 - 崎元大海
泰三の息子。小学生。キャンディと名付けた捨て犬をこっそり空き地で飼っている。そこで優香と出会い仲良くなる。
遠山 耕太（とおやま こうた）
演 - 鳥羽潤
泰三の息子。竜太の兄。高校生。初めは優香に冷たく当たるが、徐々に理解を示すようになる。
第1話
柴田 秋子
演 - 高林由紀子（第2話・最終話）
美容院「アキ」のオーナー美容師。
審査員
演 - 山崎一、山野史人
新時代芸術展の審査会議で、障害のある優香を大賞にしていいものか、と話し合う。
第3話
マスコミ
演 - 温水洋一
殺人犯の母親を取材に来ているマスコミの記者。徹と優香が話しているのに気づいて、優香にインタビューする。
第4話
沢渡 文雄
演 - 小野貴広（第5話）
徹の父。代議士・金子の第4秘書。金子の糸丸商事との収賄疑惑の渦中に、線路に飛び込み自殺している。享年37歳。
徹の母
演 - 阿部朋子（第5話・第6話）
文雄の妻。夫の葬儀に弔問に来た金子をなじる。そのすぐ後に、後追い自殺している。
第5話
金子 保男
演 - 児玉謙次
民生党代議士。徹の父・文雄が秘書をしていた。
第7話
遠藤
演 - 相島一之（第8話・第10話・最終話）
『ムーブ』のライバル誌の記者。優香がバイクに轢かれそうになり、徹がそれを庇った写真を盗み撮りし、さも抱き合っていたかのように捏造した記事を書く。
運転手
演 - 小林すすむ
東和出版社の社用車の運転手。優香を東和出版まで送り届ける。優香から「お仕事がんばってください」と飴を手渡され、思わず笑顔になる。
第8話・第9話
男
演 - 町田康
繁華街を歩いているマチ子に声をかけ、パーティーがあるからとマンションの一室に誘う。
男
演 - 高知東急
マチ子が入ったマンションの部屋の外で座っている優香に声をかけ、君も入りなよ、と誘う。
第10話
園長
演 - 大方斐紗子
徹が育った施設の園長。施設の子どもたちへのボランティア活動をするために優香たちが訪ねてくる。徹が入所して以来、ずっと施設に寄付をしていることを、徹に話さなくてもいいのか？と遠山に訊ねる。

## スタッフ
- 脚本 - 龍居由佳里、橋部敦子
- 構成協力 - 橋部敦子（第4話・最終話）
- 演出 - 中江功、田島大輔、澤田鎌作
- 音楽 - 溝口肇
- 主題歌 - Mr.Children「名もなき詩」（トイズファクトリー）
  - 最終話にMr.Children「抱きしめたい」が挿入歌として使用された。
- 選曲 - 志田博英
- オブジェ - 尾形竜太
- 広報 - 小出和人
- 制作主任 - 谷正光、北田宏和、高田一史、菅村実雪
- 制作デスク - 天野奈保
- 助監督 - 中野達夫
- 演出補 - 澤田鎌作、羽鳥健一、西浦匡規
- プロデュース補 - 関根雅史、鈴木文太郎
- プロデュース - 栗原美和子
- 制作著作 - フジテレビ

## 放送日程
| 各話                                                       | 放送日        | サブタイトル                   | 脚本                | 演出     | 視聴率 |
| ---------------------------------------------------------- | ------------- | ------------------------------ | ------------------- | -------- | ------ |
| 第1話                                                      | 1996年1月8日  | 馬鹿なんかじゃない！           | 龍居由佳里          | 中江功   | 22.3%  |
| 第2話                                                      | 1996年1月15日 | 二人をつないだ魔法のベル       | 龍居由佳里          | 中江功   | 19.9%  |
| 第3話                                                      | 1996年1月22日 | 秘密のデートに仕組まれた罠     | 龍居由佳里          | 中江功   | 22.5%  |
| 第4話                                                      | 1996年1月29日 | 初めての決断どうしても会いたい | 龍居由佳里 橋部敦子 | 田島大輔 | 22.9%  |
| 第5話                                                      | 1996年2月5日  | 厳しい現実、愛するって難しい   | 龍居由佳里          | 田島大輔 | 25.9%  |
| 第6話                                                      | 1996年2月12日 | 究極の告白、これが私の愛し方   | 龍居由佳里          | 中江功   | 22.9%  |
| 第7話                                                      | 1996年2月19日 | つのる想い、抱きしめられて     | 龍居由佳里          | 澤田鎌作 | 24.4%  |
| 第8話                                                      | 1996年2月26日 | すれちがい、引き裂かれてゆく愛 | 龍居由佳里 橋部敦子 | 田島大輔 | 24.5%  |
| 第9話                                                      | 1996年3月4日  | 涙の告白、折れた翼の悲しい理由 | 龍居由佳里          | 田島大輔 | 23.5%  |
| 第10話                                                     | 1996年3月11日 | 最後の指切り、悲しい別れの予感 | 龍居由佳里          | 中江功   | 23.6%  |
| 最終話                                                     | 1996年3月18日 | 永遠の約束                     | 龍居由佳里          | 中江功   | 25.0%  |
| 平均視聴率 23.5%（視聴率は関東地区・ビデオリサーチ社調べ） |               |                                |                     |          |        |

- 最終話は21時 - 22時24分の30分拡大放送。

## 受賞
- 第8回ザテレビジョンドラマアカデミー賞
  - 主演女優賞（和久井映見）

## 関連商品
DVD
- ピュア DVD-BOX（2010年3月3日発売、ポニーキャニオン）

VHS
- ピュア VHS 全4巻（1996年6月21日発売、アースゲート）

サウンドトラック
- ピュア オリジナルサウンドトラック（1996年3月1日発売、トイズファクトリー）

書籍
- ピュア 折原優香作品集（1996年6月21日発売、角川書店）ISBN 978-4048527033